# Darwin Caicedo
Darwin "la metralla" Caicedo (Esmeraldas, Ecuador, 25 de mayo de 1983) es un futbolista ecuatoriano que juega de delantero.

## Trayectoria
Darwin Caicedo empezó en las categorías Sub-18 y Sub-20 de Emelec, club del que formó parte cuando se coronó campeón del Campeonato Ecuatoriano de Fútbol 2002, pero Caicedo no pudo debutar en la Primera División, lo hizo al año siguiente. El 2004 fue cedido a préstamo al Audaz Octubrino.
El 2005 en Emelec disputó 15 partidos en el Torneo Apertura y 11 en el Clausura, ese año además fue convocado a la Selección de Ecuador y anotó un recordado gol de media chilena en un amistoso contra Honduras.
El 2006 fue prestado al Manta FC. El 2007 retornó a Emelec y tuvo un paso por el Dinamo de Bucarest de Rumania. El 2008 pasó a El Nacional, el 2009 a Espoli, el 2010 al Deportivo Cuenca, el 2011 a Independiente José Terán y luego al Atlético Audaz. El 2012 hizo pretemporada en el Fénix de Uruguay. Posteriormente pasa por clubes como Fuerza Amarilla SC, Deportivo Azogues, Patria, Nueve de Octubre, Guayaquil FC, Rio Babahoyo y Cumbayá FC.

## Selección nacional
Ha formado parte de la Selección de Ecuador juveniles y mayor.

## Clubes
| Club                     | País    | Año       |
| ------------------------ | ------- | --------- |
| Emelec                   | Ecuador | 2002-2003 |
| Audaz Octubrino          | Ecuador | 2004      |
| Emelec                   | Ecuador | 2005      |
| Manta FC                 | Ecuador | 2006      |
| Emelec                   | Ecuador | 2006-2007 |
| Dinamo de Bucarest       | Rumania | 2007      |
| El Nacional              | Ecuador | 2008      |
| Espoli                   | Ecuador | 2009      |
| Rocafuerte FC            | Ecuador | 2010      |
| Deportivo Cuenca         | Ecuador | 2010      |
| Independiente José Terán | Ecuador | 2011      |
| Atlético Audaz           | Ecuador | 2011      |
| Fuerza Amarilla SC       | Ecuador | 2012      |
| Nueve de Octubre         | Ecuador | 2013      |
| Deportivo Azogues        | Ecuador | 2014      |
| Patria                   | Ecuador | 2015      |
| Nueve de Octubre         | Ecuador | 2015      |
| Guayaquil FC             | Ecuador | 2017      |
| Cumbayá FC               | Ecuador | 2018      |
| Rio Babahoyo             | Ecuador | 2018      |